# Celda primaria

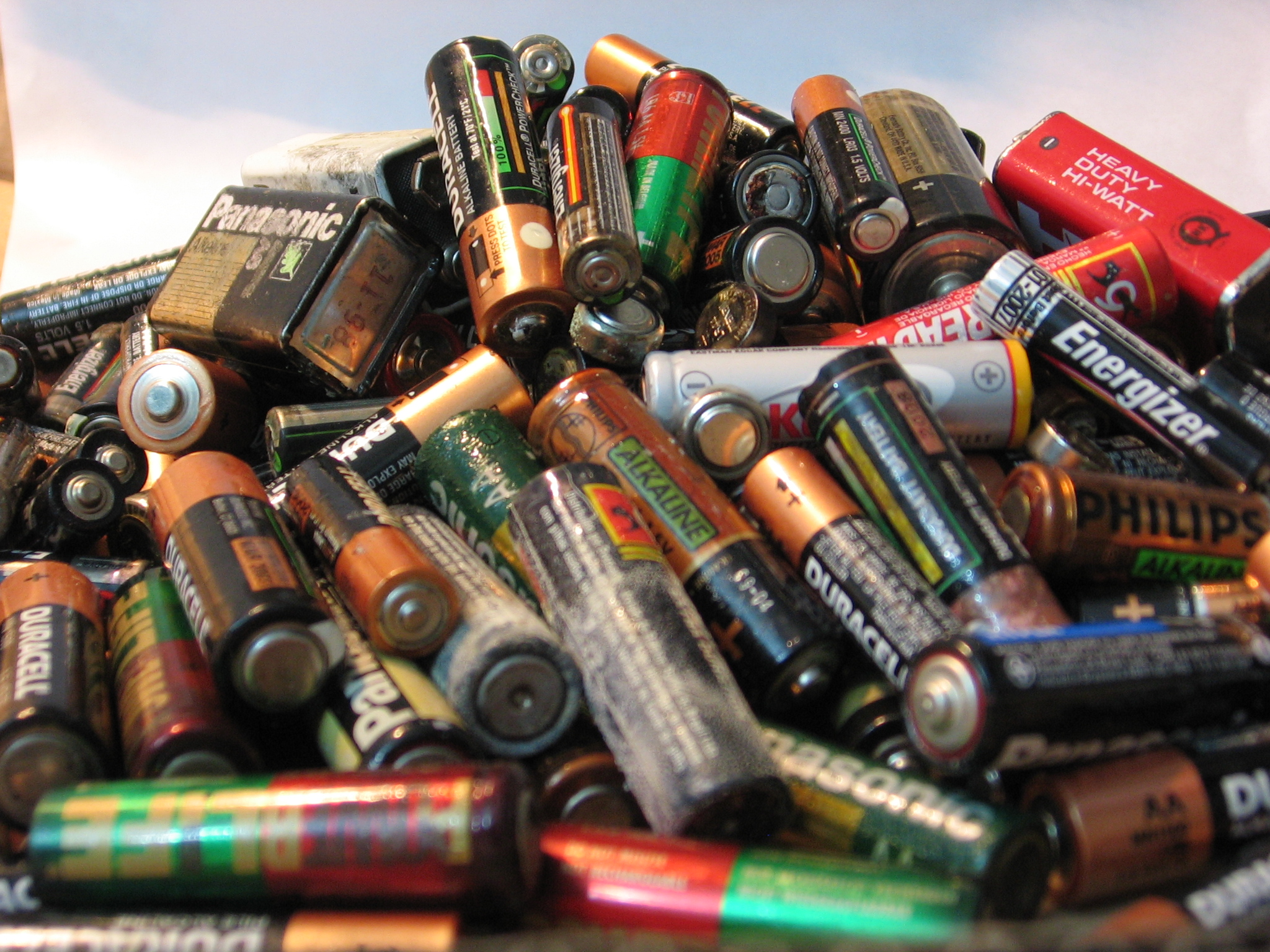
Pilas eléctricas agotadas

Una celda primaria es cualquier tipo de celda electroquímica en la cual la reacción electroquímica se da en un solo sentido y no puede ser revertida. Una vez que se agota la cantidad inicial de reactivos presentes en la celda, la energía no puede ser fácilmente restaurada o devuelta a la celda electroquímica por medios eléctricos. Son las celdas electroquímicas que constituyen las pilas desechables.Estas pilas desechables no pueden ser recargadas de forma fiable y son comúnmente utilizadas en dispositivos electrónicos de un solo uso.Entran dentro de esta categoría las pilas salinas, como la pila de zinc-carbón o las pilas alcalinas.

## Tendencia de uso
A principios del siglo XXI, las celdas primarias comenzaron a perder participación de mercado frente a las celdas secundarias, ya que los costos relativos disminuyeron para las últimas. El cambio de bombilla incandescente a diodo emisor de luz .
El mercado restante experimentó una mayor competencia de las versiones privadas o sin etiqueta. La cuota de mercado de los dos principales fabricantes de EE. UU., Energizer y Duracell, disminuyó al 37% en 2012. Junto con Rayovac, los tres están tratando de trasladar a los consumidores de pilas de zinc-carbón (más costosas), a las  baterías alcalinas más seguras y de mayor duración .
Los fabricantes occidentales de baterías cambiaron la producción en alta mar y ya no fabrican baterías de zinc-carbono en los Estados Unidos.
China se convirtió en el mercado de baterías más grande, con una demanda proyectada para subir más rápido que en cualquier otro lugar, y también se ha desplazado a las celdas alcalinas. En otros países en desarrollo, las baterías desechables deben competir con los dispositivos baratos de carga, eólicos y recargables que han proliferado.

## Recarga de celdas primarias
Los intentos de alargar la vida de las celdas primarias, por ejemplo mediante la recarga de baterías alcalinas, han dado distintos resultados. Hay dispositivos de terceros fabricantes que se presentan como que pueden recargar las celdas primarias. Las reacciones químicas internas de una célula primaria no se revierten fácilmente por corrientes aplicadas externamente, por lo que los reactantes no vuelven del todo a su estado y ubicación iniciales. Las celdas primarias recargadas no tendrán la vida ni el rendimiento de las celdas secundarias. Los fabricantes de celdas primarias suelen advertir sobre la recarga.

## Comparación entre celdas primarias y secundarias
Las celdas secundarias (baterías recargables) son en general más económicas de usar que las celdas primarias. Su costo inicialmente más alto y el costo de compra de un sistema de carga pueden extenderse en muchos ciclos de uso (entre 100 y 1000 ciclos); por ejemplo, en herramientas eléctricas de mano, sería muy costoso reemplazar una batería primaria de alta capacidad cada pocas horas de uso.
Las celdas primarias no están diseñadas para recargarse entre la fabricación y el uso, por lo tanto, tienen una química de batería que tiene que tener una tasa de autodescarga mucho más baja que los tipos más antiguos de celdas secundarias; pero han perdido esa ventaja con el desarrollo de celdas secundarias recargables con tasas de autodescarga muy bajas, como las celdas de NiMH de baja autodescarga que tienen suficiente carga durante el tiempo suficiente para venderse como precargadas.
Los tipos comunes de celdas secundarias (a saber, NiMH e iones de litio) debido a su resistencia interna mucho más baja no sufren la gran pérdida de capacidad que las alcalinas, el zinc-carbono y el cloruro de zinc ("servicio pesado" o "trabajo súper pesado") con alto consumo de corriente.
Las baterías de reserva logran un tiempo de almacenamiento muy largo (del orden de 10 años o más) sin pérdida de capacidad, separando físicamente los componentes de la batería y ensamblándolos solo en el momento del uso. Dichas construcciones son caras, pero se encuentran en aplicaciones como municiones, que pueden almacenarse durante años antes de su uso.

### Estructura
A diferencia de lo que ocurre en una celda secundaria, intentar revertir la reacción (por medio de la recarga) en una celda primaria es peligroso y puede llevar a una explosión de la pila.
Otra diferencia es que el material utilizado en uno o ambos de los electrodos en las celdas primarias cambia de composición, mientras que la reversibilidad de las reacciones en una celda secundaria les permite ser restaurados casi a la misma condición de la carga completa en cada recarga.

### Rentabilidad
Aun cuando las pilas recargables son más caras que las pilas desechables con voltajes y formas equivalentes, obtendríamos que las baterías recargables son mucho más baratas si el precio se divide entre el número total de ciclos de carga.
Sin embargo, hay algunos usos que requieren pilas con periodos largos de latencia y pocos reemplazos, mientras el principal objetivo es la retención de la carga.
En dichas circunstancias, ciertas tecnologías de pilas recargables podrían no ser apropiadas, ya que podrían tener una alta tasa de auto-descarga en comparación con pilas no recargables equivalentes. Por ejemplo, una linterna para situaciones de emergencia debe funcionar cuando es necesario, aunque haya estado guardada por mucho tiempo. Las celdas primarias son más rentables en este caso, ya que con las baterías recargables se usaría solamente una pequeña fracción de los ciclos de carga disponibles.

## Lista de celdas primarias
- Celda de Leclanché
- Celda de Daniell
- Celda de Grove
- Celda de Bunsen
- Celda de ácido crómico
- Celda de Clark
- Celda de Weston